# کاسپارس گورکشس
کاسپارس گورکشس (لتونیایی: Kaspars Gorkšs؛ زادهٔ ۶ نوامبر ۱۹۸۱) بازیکن فوتبال اهل لتونی بود.
از باشگاه‌هایی که در آن بازی کرده‌است می‌توان به باشگاه فوتبال دوکلا پراگ، باشگاه فوتبال ولورهمپتون واندررز، باشگاه فوتبال اوسترش، باشگاه فوتبال کولچستر یونایتد، باشگاه فوتبال بلکپول، باشگاه فوتبال ردینگ، باشگاه فوتبال ونتسپیلس، باشگاه فوتبال ارگوتلیس، باشگاه فوتبال کویینز پارک رنجرز، باشگاه فوتبال لیپایا، باشگاه فوتبال ریگا، و باشگاه فوتبال آئودا اشاره کرد.
وی همچنین در تیم‌های ملی فوتبال زیر ۲۱ سال لتونی و لتونی بازی کرده‌است.